# Obligation de résultat
L'obligation de résultat, dans le cadre des obligations contractuelles (nées d'une convention conclue entre deux ou plusieurs parties) est celle qui impose à son débiteur d'atteindre un résultat déterminé : le résultat posé et défini dans le contrat. Elle s'oppose, dans le même cadre contractuel, à l'obligation de moyens, qui oblige le débiteur à mettre en œuvre tous les moyens à sa disposition pour obtenir le résultat attendu, sans pouvoir garantir le résultat.

## Sens juridique
Le débiteur engage sa responsabilité du seul fait que le résultat défini dans le contrat n'est pas parfaitement atteint (exemples : obligation, pour le transporteur, de conduire le voyageur sain et sauf à destination, obligation pour le constructeur de bâtir une maison conforme aux stipulations contractuelles et sans défaut). Il ne peut alors échapper à sa responsabilité qu'en prouvant la survenance d'un cas de force majeure.
Cette distinction est aujourd'hui compensée par le rôle actif ou passif du créancier.
C'est une obligation en vertu de laquelle le débiteur est tenu d'un résultat précis. Ainsi, le transporteur de personnes s'engage envers le voyageur à le déplacer d'un point A à un point B.
L'existence d'une telle obligation permet au créancier de mettre en jeu la responsabilité de son débiteur par la simple constatation que le résultat promis n'a pas été atteint, sans avoir à prouver une faute.

### Loi française
Voir article 1231-1 du Code Civil (ancien article 1147).

### Loi québécoise
En droit québécois, l'obligation de résultat s'applique notamment à la responsabilité civile des transporteurs. En effet, l'article 2037 du Code civil du Québec dispose que le transporteur a l'obligation de mener le passager à destination : 

« 2037. Le transporteur est tenu de mener le passager, sain et sauf, à destination.
Il est tenu de réparer le préjudice subi par le passager, à moins qu’il n’établisse que ce préjudice résulte d’une force majeure, de l’état de santé du passager ou de la faute de celui-ci. Il est aussi tenu à réparation lorsque le préjudice résulte de son état de santé ou de celui d’un de ses préposés, ou encore de l’état ou du fonctionnement du véhicule »

.

## Autre sens
L'obligation de résultat est une formule également employée dans certains concepts de nouvelle gestion publique et notamment en France par Nicolas Sarkozy, au Ministère de l'Intérieur, à partir de 2002.